# Emerson, Lake & Palmer

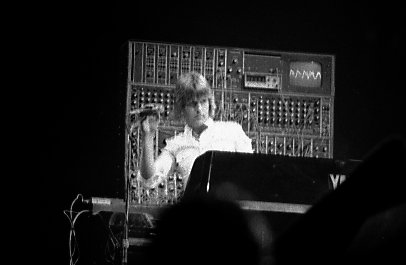
Keith Emerson

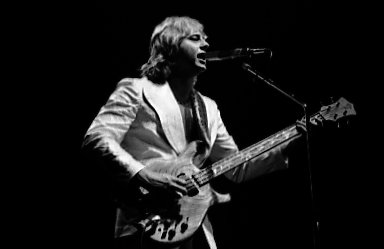
Greg Lake

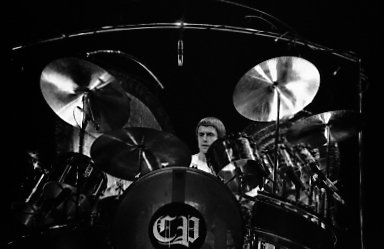
Carl Palmer

Emerson Lake & Palmer (ELP) is de naam van een Britse band uit de jaren zeventig, die wordt ingedeeld bij progressieve en symfonische rock.

## Bezetting
- Keith Emerson (†) – toetsinstrumenten
- Greg Lake (†) – zang, bas, gitaren, producent[1]
- Carl Palmer – drums, percussie

## Geschiedenis
Keith Emerson speelde in The Nice en Greg Lake in King Crimson, toen ze elkaar in 1969 ontmoetten in Fillmore West, waar hun beider bands zouden optreden. Toen ze samen een soundcheck deden 'klikte' het muzikaal gezien meteen.
The Nice viel al spoedig uit elkaar. King Crimson maakte nog één lp met Greg Lake, maar in april 1970 verliet deze de groep en ging hij met Keith Emerson op zoek naar een drummer. Een aantal drummers passeerde de revue, onder meer Mitch Mitchell, van de Jimi Hendrix Experience. Hendrix zelf was ook wel geïnteresseerd in het project, maar de plannen om samen in het najaar van 1970 wat uit te proberen werden achterhaald door zijn voortijdige dood. Emerson en Lake hadden toen al een drummer gevonden, de 20-jarige Carl Palmer, die eerder al in Atomic Rooster en in The Crazy World of Arthur Brown speelde.
Het drietal begon te repeteren in Londen. Het eerste eigen nummer dat ELP ontwikkelde was "Take a Pebble". In juli 1970 ging het trio de studio in voor de eerste opnames. Hun muziek was een mix van de rock van die tijd met jazz en klassieke muziek. De eerste lp kreeg simpelweg de titel "Emerson Lake & Palmer". De productie was in handen van Greg Lake. Van deze lp werd het nummer "Lucky Man" als single uitgebracht.
Het eerste optreden van de band vond in augustus 1970 plaats, in de Guildhall in Plymouth. Het eerste grotere optreden was op een van de grootste festivals: het vijfdaagse Isle of Wight Pop Music Festival, waar onder meer The Who, Jimi Hendrix en Sly & the Family Stone optraden. Ondanks het feit dat hun lp nog niet uit was, en het publiek de muziek nog niet kende, hadden ze al succes. Hier speelden ze ook voor het eerst "Pictures at an Exhibition", een bewerking van de suite De schilderijententoonstelling van Modest Moessorgski. Eind 1970 kwam de lp uit.
Op 9 december 1970 werd de uitvoering van "Pictures at an Exhibition" in het Londense Lyceum Theater opgenomen. Deze opname zou echter pas enige tijd later worden uitgebracht. In het voorjaar van 1971 volgde een tournee in de Verenigde Staten, die een groot succes werd, mede ook doordat het nummer "Lucky Man" door veel Amerikaanse radiostations werd uitgezonden.
Nog vóór de tournee begon, nam ELP in 1971 een nieuw studio-album op, Tarkus. In februari was het album klaar. In het Verenigd Koninkrijk werd het meteen een hit. Voordat ze aan haar volgende project begon wilde de band de live-opnames van Pictures at an Exhibition uitbrengen. In het Verenigd Koninkrijk gebeurde dat meteen, maar het Amerikaanse Atlantic-label waarmee ELP een contract had, weigerde de lp uit te brengen omdat de kwaliteit onvoldoende zou zijn. Pas toen van de Britse lp forse aantallen werden geïmporteerd kwam Atlantic hier op terug. Toen was het de beurt aan ELP om dwars te liggen en uiteindelijk was de overkomst van de directeur van Atlantic naar Engeland nodig om een en ander glad te strijken en het toch voor elkaar te krijgen.
In juli 1972 kwam de lp Trilogy uit, waarvan Greg Lake achteraf verklaarde dat die tot hun beste werk behoorde. Voor de opname was ruim de tijd genomen, in verband met de complexe en nauwluisterende composities. Dit was de meest succesvolle periode van de groep. Per jaar werd nu 180 keer opgetreden, met name veel in Noord-Amerika. In Melody Maker van 1972 werd ELP als beste groep gekozen in de categorie Britse / Internationale acts.

In 1972 begon Peter Sinfield, net als Lake een voormalig lid van King Crimson, Greg Lake te assisteren bij het schrijven van songteksten. ELP richtte ook een eigen label op, Manticore Records, om meer artistieke vrijheid te garanderen. Per april 1973 was Manticore een feit. Op dit label zou ook muziek worden uitgebracht van andere artiesten (onder meer Peter Sinfield en Stray Dog).

Het eerste album dat op het eigen Manticore-label uitkwam was Brain Salad Surgery, dat in november 1973 verscheen. Centraal op deze lp stond het lang uitgesponnen nummer "Karn Evil 9" in drie delen, met onder meer de beklijvende tekst: 
Welcome back, my friends, to the show that never ends...
Een ander opvallend nummer op de lp was "Toccata", een bewerking van het vierde deel van het eerste pianoconcert van de Argentijnse componist Alberto Ginastera. Emerson was zelf naar Ginastera gegaan om diens toestemming te vragen, en vol spanning had hij de ELP-versie laten horen, waarop de componist onverwacht positief reageerde: "zo moet mijn muziek gespeeld worden".
Op 6 april 1974 trad ELP op voor 350.000 toeschouwers op het festival California Jam, samen met andere grootheden uit die tijd zoals Deep Purple, Black Sabbath, Earth, Wind and Fire en de Eagles. In augustus 1974 verscheen de drievoudige lp "Welcome Back, My Friends, to the Show That Never Ends... Ladies and Gentlemen, Emerson, Lake & Palmer ", gevuld met liveregistraties uit hun tournee "Get Me A Ladder".

### Na 1974
Na deze tournee besloot de groep in 1974 om uit te rusten. Er werd een vakantie ingelast. De groepsleden spraken af drie jaar niet samen op te treden en intussen ieder een soloproject op te nemen. Keith Emerson begon met een ambitieus project: een klassiek pianoconcert, op te nemen met het London Philharmonic Orchestra. Greg Lake schreef samen met Peter Sinfield akoestische nummers om uit te voeren met een symfonieorkest. Carl Palmer begon aan een slagwerkconcert en een aantal nummers met o.a. Joe Walsh van de Eagles.
Het zou tot eind 1976 duren eer de leden van de groep weer zouden gaan opnemen, individueel en gezamenlijk. De opnames zouden leiden tot het dubbelalbum Works Vol. I, met ieder een kant met solo-opnames plus één kant met ELP werk.
Deze release werd ondersteund met een ongekend ambitieuze tournee door de VS en Canada met een volledig symfonieorkest en een koor van 75 mensen. Dit bleek echter niet alleen hoge kosten met zich mee te brengen, maar ook allerlei andere problemen zoals de verplichting om overeenkomstig de lokale vakbondseisen, maximaal driemaal per week op te treden. Vooral de kosten deden het project de das om: hoewel ieder concert geheel was uitverkocht, schoot de band er miljoenen bij in. Na twee weken werd dan ook besloten koor en orkest naar huis te sturen en vervolgens de tournee nog een aantal weken als trio voort te zetten, waarmee het financiële verlies nog enigszins werd gecompenseerd.
In 1977 kwam ook Works Vol. II uit, met daarop een aantal extra nummers uit de Works-sessies. Vervolgens wilden de bandleden ieder weer aan soloprojecten gaan werken, maar hun platenmaatschappij dwong ze nog een studio-album te maken, zoals in het contract stond. Dit album verscheen onder de titel Love Beach. Het is een onsamenhangend en ongeïnspireerd stuk werk, waarvan elk van de bandleden zich achteraf heeft gedistantieerd. De chemie in de band was uitgewerkt, en men ging uit elkaar.
Keith Emerson ging filmmuziek schrijven, onder andere voor Inferno (1980) Nighthawks (1981). Daarnaast maakte hij een paar soloalbums. Greg Lake schreef werk voor een tweetal soloalbums en speelde in een band met Gary Moore (ex-Thin Lizzy). Carl Palmer vormde een nieuwe, eigen band, PM en speelde later in Asia met Steve Howe (Yes, gitaar), John Wetton (King Crimson, bas en zang) en Geoff Downes (Buggles, keyboard). Greg Lake verving Wetton nog voor een korte tijd tijdens een tournee.
In de tijd dat Palmer nog bij Asia speelde kwam het tussen Emerson en Lake opnieuw tot een samenwerking. Met een andere drummer, Cozy Powell (ex-Jeff Beck Group, Rainbow, Whitesnake) werd in 1986 een lp opgenomen. De aansluitende tournee flopt echter en al in oktober van hetzelfde jaar valt de band uiteen.
In 1987 verliet Palmer Asia en vormt hij samen met Emerson en zanger Robert Berry de band Three, waarvan in 1988 het album To The Power Of 3 verscheen. De lp werd gevolgd door een tournee, dit keer een succes, maar nu waren tegenvallende verkoopcijfers de reden dat ieder weer zijn eigen weg ging.

### Jaren negentig en later
Pas in 1991 kwamen Emerson, Lake en Palmer weer bij elkaar onder impuls van Phil Carson van Victory Records, dat het album Black Moon uitbracht. In 1992 ging het drietal weer samen op tournee. Een vervolg-lp werd gepland, maar de vele uren muziek maken eisten hun tol. Emerson kreeg problemen met zijn gezondheid (RSI, een operatie aan zenuwen in zijn arm was noodzakelijk) net als overigens Carl Palmer (carpaletunnelsyndroom). In 1994 kwam In The Hot Seat uit, een album dat door deze problemen met veel moeite in elkaar was gezet en waarop onder meer de eerste studioversie van Pictures At An Exhibition is te horen.
Pas in 1996 ging de band weer op tournee, ditmaal samen met Jethro Tull, en dat werd een groot succes. In de twee jaar erna bleef ELP toeren, maar van nieuw studiomateriaal kwam het niet meer. Na 1998 gingen de leden van ELP weer ieder hun eigen weg en maakten ze muziek in eigen projecten. In 2009 speelde het Trans-Siberian Orchestra het nummer Nutrocker van Emerson, Lake & Palmer, op hun dubbel-cd Night Castle, met Greg Lake als gastmuzikant op basgitaar.
Op 25 juli 2010 kwamen Emerson, Lake en Palmer bijeen voor een eenmalig optreden als afsluitende act op het festival High Voltage in Londen. Dit was hun laatste optreden als trio. In maart 2016 overleed Keith Emerson; Greg Lake stierf op 6 december van dat jaar aan kanker.

## Discografie
- Emerson, Lake & Palmer, 1970
- Tarkus, 1971
- Pictures at an Exhibition, 1971
- Trilogy, 1972
- Brain Salad Surgery, 1973
- Works Volume 1, 1977
- Works Volume 2, 1977
- Love Beach, 1978
- Black Moon, 1992
- In the Hot Seat, 1994

## NPO Radio 2 Top 2000
| Nummers met noteringen in de NPO Radio 2 Top 2000 | '99 | '00 | '01  | '02  | '03 | '04 | '05 | '06 | '07 | '08 | '09 | '10 | '11 | '12 | '13  | '14  | '15  | '16  | '17  | '18  | '19  | '20  | '21  | '22  | '23  | '24  |
| ------------------------------------------------- | --- | --- | ---- | ---- | --- | --- | --- | --- | --- | --- | --- | --- | --- | --- | ---- | ---- | ---- | ---- | ---- | ---- | ---- | ---- | ---- | ---- | ---- | ---- |
| Lucky Man                                         | 409 | 237 | 416  | 385  | 296 | 418 | 443 | 501 | 693 | 472 | 628 | 718 | 912 | 998 | 1121 | 1261 | 1350 | 1304 | 1160 | 1688 | 1668 | 1777 | 1916 | -    | -    | -    |
| Peter Gunn                                        | -   | -   | 1438 | 1327 | 341 | 325 | 404 | 397 | 643 | 447 | 484 | 496 | 722 | 545 | 784  | 868  | 976  | 992  | 877  | 1098 | 970  | 1016 | 1101 | 1349 | 1346 | 1780 |

1. ↑  Een '-' betekent dat het nummer niet was genoteerd en een vetgedrukt getal geeft de hoogste notering van een nummer aan.